# 신점선생묘
신점선생묘는 대한민국 경기도 안산시 단원구에 있다. 1991년 11월 6일 안산시의 향토유적 제5호로 지정되었다.

## 개요
조선시대의 문신·서예가, 자는 성여(聖與), 호는 척재(齋), 본관은 평산(平山), 순미(順美)의 아들, 명종 19년(1564) 문과(文科)급제, 예조좌랑(禮曺佐郞) 등을 지내고 상례(喪禮)에 있어서 대상 (大祥)후의 입제(笠制)에 백립(百笠)을 통용하도록 함. 사신으로 명나라에 갔을 때 임진왜란 이 일어나자 구원병을 파견하도록 힘썼다. 귀국하여 동부승지(同副承旨)가 되고, 형조,병조, 예조판서 등을 역임한 후 판중추부사 겸 판의금부사(判中樞府事兼判義禁府事)에 이르렀다.